# Homomorfismo de Chern–Weil
Homomorfismo de Chern–Weil é uma construção matemática baseada na teoria de Chern–Weil que calcula invariantes topológicos de fibrados vetoriais em um fibrado principal M através da cohomologia de De Rham. A grosso modo, a teoria relaciona a topologia algébrica com a geometria diferencial. Esse conceito foi proposto em 1940 pelos matemáticos Shiing-Shen Chern e André Weil a partir da generalização do teorema de Chern-Gauss-Bonnet.
Sendo G um número real ou complexo do grupo de Lie, respeitando os princípios da álgebra de Lie; C(g) um polinômio válido e pertencente à classe dos reais ou complexos; k, uma constante matemática real; BG o espaço de classificação, é possível realizar algumas relações e igualdades matemáticas:
{\displaystyle H^{k}(BG,\mathbb {C} )=\varinjlim \operatorname {ker} (d:\Omega ^{k}(B_{j}G)\to \Omega ^{k+1}(B_{j}G))/\operatorname {im} d.}
{\displaystyle \mathbb {C} [{\mathfrak {g}}]_{k}\to H^{k,k}(M,\mathbb {C} ),f\mapsto [f(\Omega )].}